# La Foir'Fouille
 (novembre 2023).
- Si vous ne connaissez pas le sujet, laissez ce bandeau (vous pouvez alors contacter les auteurs).
- Si vous supprimez le contenu mis en cause (vous pouvez préalablement contacter les auteurs),

argumentez précisément cette suppression dans la page de discussion
(un manque de référence n'est pas un argument ; une recherche réelle de référence doit avoir été effectuée, être formellement documentée).

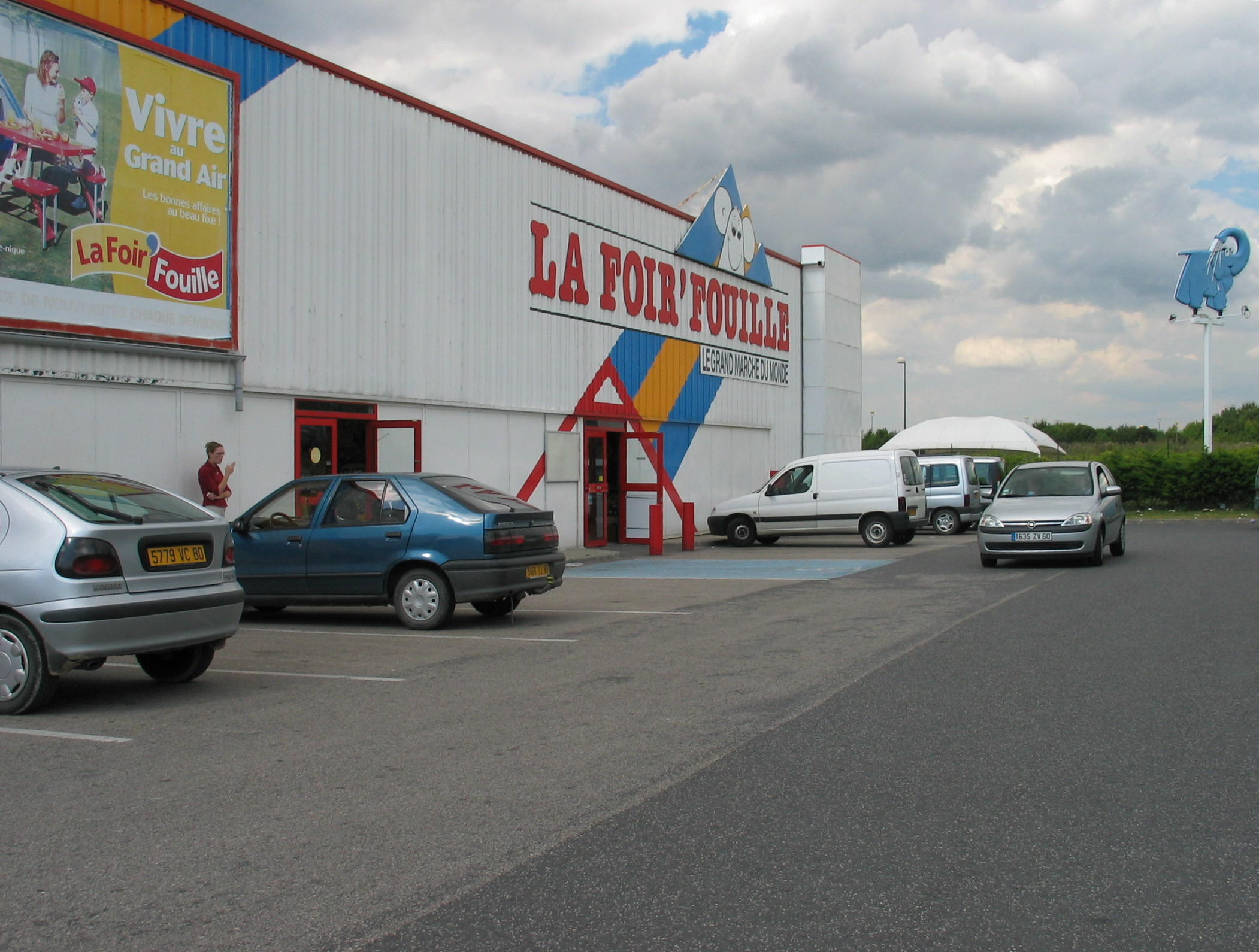
Une Foir'Fouille à Amiens en 2003 avec un des premiers logos de l'enseigne

La Foir'Fouille est une chaîne de magasins française, fondée en 1975 par Louis Navarro, spécialisée dans le maxidiscount d'équipement pour la maison (ameublement, électroménager, etc.).
En 2016, l'enseigne est présente sur l'ensemble du territoire français mais aussi aux DOM-TOM, en Belgique et au Luxembourg.

## Historique
En 1975, l'enseigne La Foir’Fouille est créée avec un premier magasin à Aigues-Vives (30) par Louis Navarro (mort en 1999), suivi de trois autres magasins la même année et en 1984, le lancement des franchises[réf. nécessaire].
En 1994, le 130e magasin a ouvert ses portes[réf. nécessaire]. Cession de l’enseigne au fonds de pension anglo-américain CVC. En 1996, 160 magasins sont recensés sur le territoire français et trois ans plus tard, 111 magasins. Une reprise par les fondateurs de la société Fornord (3e groupe français de grossistes importateurs) est fait la même année.
En 2002, une charte du concept magasins est créée[pas clair]. Le 5 septembre 2008, soit dix ans après, La Foir'Fouille se réinstalle en Espagne sous le nom de « Ganga’Landia » avec un point de vente à 2 000 mètres carrés de surface de vente, dans le centre commercial Rivas situé en périphérie de la ville Madrid[source insuffisante],[source insuffisante].
En 2010, l'enseigne est reprise par Qualium Investissement, filiale de la Caisse des Dépôts.[réf. nécessaire]
En 2011, le concept enseigne évolue avec l'ouverture du premier magasin mis au concept à Angoulins. 192 magasins en France, 10 ouvertures prévues en 2012[réf. nécessaire]
En 2013, le cap des 200 magasins est passé et un nouveau site internet cross-canal est lancé[réf. nécessaire].
En 2014, Qualium revend, pour un prix non révélé, la majorité des parts à un groupe de 3 investisseurs : Cm Cic Capital Finance, Nord Capital Investissement, Société Générale Capital Partenaires.
En 2015, l'enseigne compte 220 magasins en France[réf. nécessaire]. En 2018, elle en compte 235 avec un objectif de 400 points de vente dans les années à venir[source insuffisante].

## Identité

### Logos

Logo de La Foir'Fouille de 2002 à 2011.
Logo de La Foir'Fouille de 2011 à 2021.
Logo alternatif de La Foir'Fouille de 2016 à 2021.
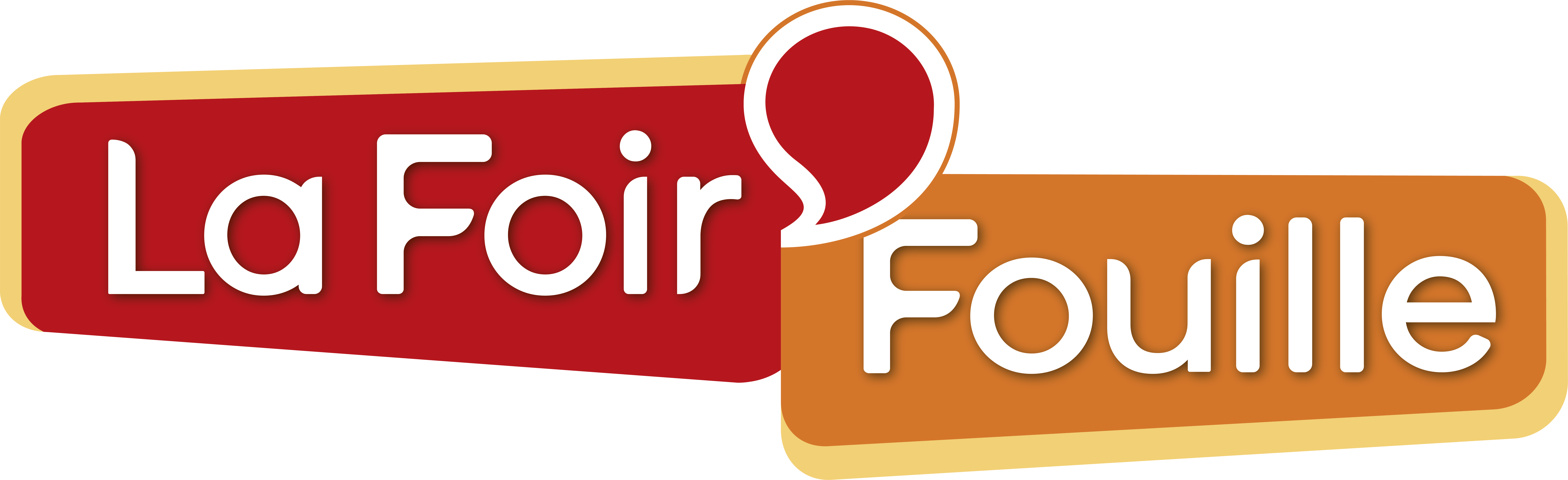
Logo de La Foir'Fouille depuis 2021.

### Slogans
- 1975 - 1996 : « Le Grand marché du monde »
- 1996 - 2002 : « Le Bon réflexe »
- 2002 - 2007 : « Moins cher que pas cher ! »
- 2007 - 2011 : « Des prix qui font plaisir ! »
- 2011 - 2017 : « C'est le style qui a changé, pas les prix. »
- 2017 - 2019 : « Des petits prix de toutes les couleurs »
- Depuis 2019 :  « C'est la fête à la maison ! »

## Organisation

### Implantation dans le monde
| Pays                                                                    | Nombre de magasins |
| ----------------------------------------------------------------------- | ------------------ |
| France                                                                  | 220                |
| France d'outre-mer (Guyane, Martinique, La Réunion, Nouvelle-Calédonie) | 8                  |
| Belgique                                                                | 4                  |
| Luxembourg                                                              | 2                  |